# Isopterygium subpinnatum
Isopterygium subpinnatum là một loài Rêu trong họ Hypnaceae. Loài này được (E.S. Salmon) Broth. ex Paris mô tả khoa học đầu tiên năm 1909.